# Salvelinus umbla
Salvelinus umbla är en laxfisk i släktet rödingar.
Enligt Internationella naturvårdsunionen (IUCN) rödlista är den utbredd i alptrakterna, och ursprunglig i Österrike, Italien, Frankrike, Tyskland och Schweiz. En alternativ taxonomi, där vissa rödingpopulationer i Sverige tillskrivs taxonet, förekommer, se storröding.
Salvelinus umbla blir vanligen 25 till 40 cm lång och den når en maximal längd av 80 cm. Färgteckningen är variabel beroende på population. Bukfenorna, bröstfenorna och analfenan har alltid en vit framkant. Ovansidans färg kan vara grågrön, blågrön eller brunaktig och dessutom finns många gula punkter. På buken är vuxna exemplar gulorange eller vit. Under parningstiden blir hannens undersida intensiv röd.
Arten har kräftdjur, insekter och andra vattenlevande smådjur som föda. Honor lägger för första gången ägg när de är två till tre år gamla. Äggläggningen sker i november och december på klippig eller klapperstensfylld grund på ett djup av 30 till 120 meter.